# 幸倶楽部派
幸倶楽部派（さいわいくらぶは、旧字体：幸俱樂部派󠄂）とは、明治後期から昭和初期にかけて茶話会を中心とした貴族院の中小院内会派の連合組織。最大会派の研究会に対する対抗勢力であった。
幸倶楽部とは、茶話会の事務所が置かれていた麹町区（現在の千代田区）内幸町にあった建物である。1898年のいわゆる「隈板内閣」の成立に危機感を抱いた超然主義者の貴族院議員が無所属派（第1次）を発足させて幸倶楽部内に事務所を設けた。一方、山縣有朋系の議員が多かった茶話会も超然主義を支持しており、両会派の政策に大きな違いがなかった。そこで1899年に入ると両会派の連携が進み、同年12月に両会派が木曜会や純無所属の議員にも呼びかけて70名の議員によって政党政治に反対する連合組織を結成した。これを幸倶楽部派と称した。
最大会派の研究会と協調しながら、立憲政友会の第4次伊藤内閣や西園寺内閣などを攻撃していったが、大正期に入ると、研究会の膨張に対して危機感を抱くようになり、更に1918年に政友会の原内閣が成立して後に研究会が同内閣に閣僚を送り込むと、反研究会路線を強めていく事になる。1919年に院内会派の再編で公正会・同成会が成立すると、茶話会・公正会・同成会は幸倶楽部を拠点に連合して研究会及び政友会に対抗した。これを「幸三派（さいわいさんぱ）」と称した。これに研究会と原内閣の連携に反対して離脱した無所属派（第2次）を加えて「幸四派（さいわいよんぱ）・幸無三派/幸無四派」とも呼ばれた。やがて、幸倶楽部派は衆議院において政友会と対立する憲政会に次第に接近するようになる。第2次護憲運動においては、研究会主導の清浦内閣を攻撃して護憲三派とともに倒閣に動いた。
だが、1928年に茶話会が無所属派と組んで同和会を結成し、同年に公正会も幸倶楽部内にあった事務所を引き払うと、自然消滅することとなり、交友倶楽部なども参加した昭和倶楽部がその役割を継承した。

## 刊行文献
- 『幸倶楽部沿革日誌』芙蓉書房出版「尚友ブックレット」、2013年。尚友倶楽部史料調査室・小林和幸共編